# Khách sạn Grand Sài Gòn

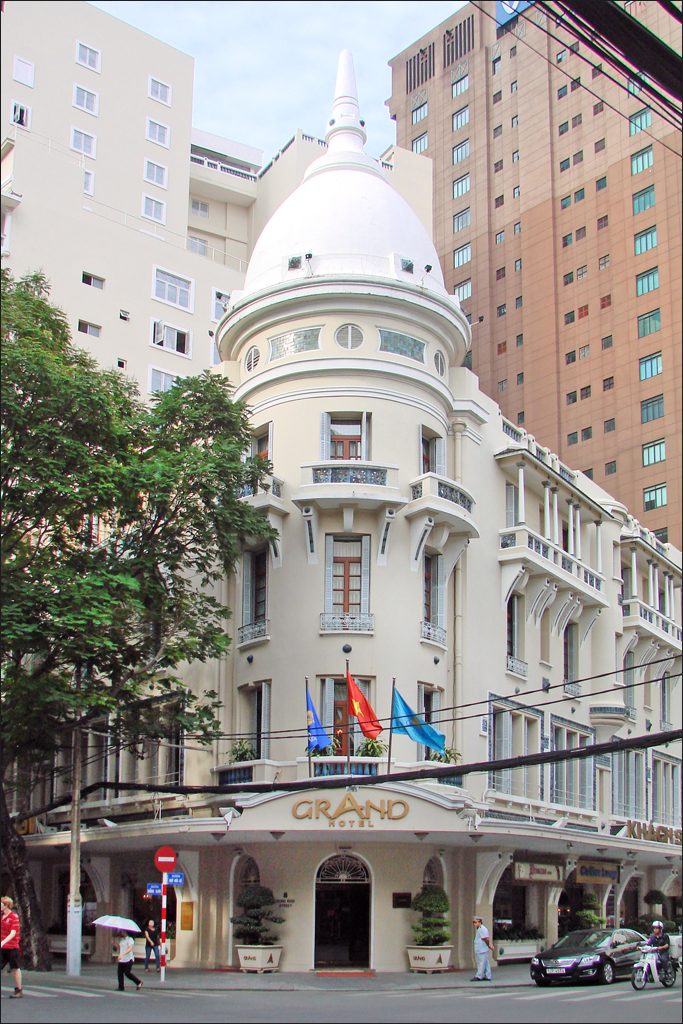

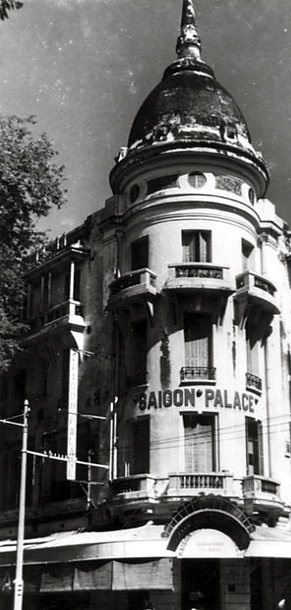
Saigon-Palace, thập niên 50

Grand Hotel Saigon là một khách sạn sang trọng có địa chỉ tại số 8 Đồng Khởi, Quận 1, Thành phố Hồ Chí Minh, Việt Nam. Nằm trong trong khu vực trung tâm của thành phố, trải qua nhiều biến động thời cuộc, khách sạn vẫn giữ được dáng dấp kiến trúc Pháp cách đây gần một thế kỷ.

## Lịch sử
Ngày 24 tháng 10 năm 1924, Henry Chavigny de Lachevrotière, một chính khách và là một nhà báo người Pháp lai Việt tại Đông Dương, thành lập Thương hội Grand Hôtel Sài Gòn (Société du Grand Hôtel de Saigon) và mở một tiệm giải khát nhỏ tại góc đường Catinat và Vannier (tức góc đường Đồng Khởi và Ngô Đức Kế ngày nay), Sài Gòn. Năm 1925, de Lachevrotière được nhượng quyền (franchise) điều hành khách sạn Majestic. Grand Hôtel Saigon được giao lại cho ông Joseph Marie Menguy làm quản lý.
Năm 1929, khách sạn Grand-Hôtel Sài Gòn được khởi công xây dựng với 68 phòng tại số 8 rue Catinat (nay là đường Đồng Khởi), gần với một khách sạn nhỏ cùng tên là Grand Hôtel de la Rotonde. Grand Hôtel Saigon được khánh thành và đi vào hoạt động vào năm 1930, với de Lachevrotière làm giám đốc đầu tiên.
Tuy nhiên, chỉ 2 năm sau, vào năm 1932, khách sạn được bán lại cho Patrice Luciani, một người Pháp lai Corse, cựu cai ngục Khám Lớn Sài Gòn và Nhà tù Côn Đảo. Trước đó, vào năm 1928, Luciani từng mua lại một khách sạn sang trọng bậc nhất tại Sài Gòn bấy giờ từ gia đình Hérald là khách sạn Saïgon Palace tại số 82-98 đại lộ Charner (nay là đường Nguyễn Huệ). Sau khi mua lại Grand-Hôtel, Luciani cho đóng cửa khách sạn Saigon Palace và đổi tên khách sạn Grand-Hôtel thành Saigon Palace. Trong thời kỳ của Luciani, khách sạn đã phát triển trở thành một trong những khách sạn thành công nhất tại Sài Gòn trong thập niên 1930, được đề cử là một "lựa chọn hạng nhất" của các khách sạn. Nhà hàng quán cà phê sân thượng của nó đã trở nên nổi tiếng với các buổi hòa nhạc đêm của nó và "salle de réunion" (sảnh lớn) rộng rãi luôn đáp ứng được yêu cầu của các buổi tiệc, hội họp lớn của các tổ chức địa phương.
Năm 1939, khách sạn một lần nữa đổi chủ khi được bán lại cho Antoine Giorgetti, cũng là một người Pháp lai Corse. Trong thời kỳ của Giorgetti, do tác động tiêu cực của chiến tranh, khách sạn chủ yếu hoạt động cho thuê những căn hộ hạng sang. Có thuyết cho vào đầu thập niên 1950, Graham Greene đã sử dụng những căn hộ cho thuê này làm hình mẫu cho "căn hộ trên đường Catinat" của Thomas Fowler, nơi diễn ra nhiều hoạt động được mô tả trong tiểu thuyết Người Mỹ trầm lặng của ông.
Sau năm 1954, khách sạn vẫn tiếp tục hoạt động dưới quyền của các chủ sở hữu người Pháp. Đến năm 1958, khách sạn có thêm tên tiếng Việt là Sài Gòn Đại Lữ Quán và tồn tại đến năm 1975.
Sau năm 1975, khách sạn bị chính quyền Việt Nam quốc hữu hóa và đổi tên thành khách sạn Đồng Khởi.
- 1978: Mở thêm khách sạn Palace Hotel tại 16 Ngô Đức Kế, Quận 1.
- 1989: Nhà hàng 08 Đồng khởi hợp nhất lại với khách sạn Palace tại 16 Ngô Đức Kế, thành khách sạn Đồng Khởi.
- 1995 - 1998: Grand Hotel đổi mới tân trang lại.
- 1998 - 2003: khách sạn Grand Sài Gòn được mở cửa trở lại với các thiết bị tinh vi và hiện đại, tiện nghi và dịch vụ đáng tin cậy.
- Đến cuối năm 2011, Grand Hotel Saigon trở thành khách sạn năm sao bao gồm 233 phòng khách kết hợp giữa phong cách mới và cổ.

Hiện nay, Grand Sài Gòn là một trong những khách sạn 5 sao, danh tiếng, lộng lẫy và lâu đời nhất Sài Gòn.